# Panique celtique II, le village
Albums de Manau
Best_of_Manau
(2007) Fantasy
(2013)
Panique Celtique II, Le Village est le quatrième album studio de Manau, sorti le 12 décembre 2011, 6 ans après le dernier album studio On Peut Tous Rêver (2005).
Cet album est une référence au premier album du groupe sorti en 1998, Panique celtique (comprenant notamment le succès La Tribu de Dana).

## Pistes
| No  | Titre                | Durée |
| --- | -------------------- | ----- |
| 1.  | Encore une intro     | 1:51  |
| 2.  | Le Curé et les loups | 4:55  |
| 3.  | La Rumeur            | 3:19  |
| 4.  | L'Ami                | 2:58  |
| 5.  | L'Étranger           | 3:30  |
| 6.  | L'Amoureuse          | 4:33  |
| 7.  | La Sorcière          | 4:32  |
| 8.  | Le Dragueur          | 3:17  |
| 9.  | La Païenne           | 3:21  |
| 10. | L'Idiot du village   | 4:00  |
| 11. | Je parle encore      | 3:43  |